# نسيم الروح (فلم)
نسيم الروح فيلم سوري للمخرج عبد اللطيف عبد الحميد.
أهدى المخرج الفيلم لروح الموسيقار بليغ حمدي (1931-1993).

## بطولة وتمثيل
- بسام كوسا
- لينا حوارنة
- سليم صبري
- فايز قزق
- سلاف فواخرجي

## قصة الفيلم
قصة حب تنمو بين شاب، وفتاة، ثمة شخص ثان يحب الفتاة، ويحاول من أجلها أن يشنق نفسه، فيقرر العاشقان أن يضحيا بالحب والسعادة لإنقاذ روح بشرية، العاشق شاب بسيط، أما الفتاة، فهى أنثى محبة، تمتزج في أعماقها عوالم عدة من الطفولة والبراءة والذكاء، تتزوج الفتاة من الرجل الذي لا تحبه، وبهذا تكون قد رفعت حبل المشنقة عن عنقه، كى تلفه حول عنقها.

## الجوائز[4]
- جائزة لجنة التحكيم الخاصة في مهرجان جربا في تونس 1999.
- جائزة الجمهور الشاب في مهرجان جربا في تونس 1999.
- جائزة أفضل ممثل (بسام كوسا) في مهرجان الفيلم العربي في باريس 2000.

## وصلات خارجية
- مقالات تستعمل روابط فنية بلا صلة مع ويكي بيانات